# 明石市立二見北小学校
明石市立二見北小学校（あかししりつ ふたみきたしょうがっこう）は、兵庫県明石市二見町にある公立小学校である。2022年度（令和4年度）現在の児童数は 597名となっている。

## 沿革
- 1971年（昭和46年）4月1日 - 二見小学校内に明石市立二見北小学校創立。
- 1972年（昭和47年）9月1日 - 新校舎（現二見中学校）に移転。
- 1974年（昭和49年）4月1日 - 現在地（二見町福里274番地）に移転。

## 通学区域
明石市教育委員会の通学区域を参照。

## 進路状況
ほとんどの児童は明石市立二見中学校へ進学するが、国私立中学校へ進学する児童もいる。

## 著名な出身者
- 大西正樹（元プロ野球選手）
- カバと爆ノ介(解散)→吉本新喜劇

カバ（芸人）